# Codolet
Codolet là một xã trong tỉnh Gard thuộc vùng Occitanie, phía nam nước Pháp. Xã Codolet nằm ở khu vực có độ cao trung bình 34 mét trên mực nước biển.